# Jagdgeschwader 11
Jagdgeschwader 11 (dobesedno slovensko: Lovski polk 11; kratica JG 11) je bil lovski letalski polk (Geschwader) v sestavi nemške Luftwaffe med drugo svetovno vojno.

## Organizacija
- štab
- I. skupina
- II. skupina
- III. skupina

## Vodstvo polka
Poveljniki polka (Geschwaderkommodore)
- Major Walter Spies: 1. april 1943
- Stotnik Erwin Clausen: 20. junij 1943
- Stotnik Erich Woitke (v.d.): 4. oktober 1943
- Stotnik Rolf Hermichen: 16. oktober 1943
- Nadporočnik Hans-Heinrich Koenig: maj 1944
- Nadporočnik Fritz Engau (v.d.): 24. maj 1944
- Stotnik Siegfried Simsch: 1. junij 1944
- Nadporočnik Fritz Engau (v.d.): 8. junij 1944
- Stotnik Werner Langemann: 24. junij 1944
- Nadporočnik Hans Schrangl (v.d.): 15. julij 1944
- Stotnik Walter Matoni: 15. avgust 1944
- Stotnik Bruno Stolle: oktober 44
- Stotnik Rüdiger Kirchmayr: 25. november 1944
- Stotnik Karl Leonhard: april 1945